# SN 2009ij
SN 2009ij – supernowa typu II-P odkryta 20 sierpnia 2009 roku w galaktyce UGC 10923. W momencie odkrycia miała maksymalną jasność 17,60m.